# Discografia di Suga
La discografia di Suga, rapper sudcoreano anche noto come Agust D, è formata da un album in studio, 2 mixtape e 5 singoli.
Min Yoon-gi ha debuttato nel giugno 2013 nella boy band BTS con lo pseudonimo di Suga. Nel 2016 ha avviato una propria carriera solista parallela adottando il nome di Agust D, pubblicando il suo primo mixtape Agust D. Nel corso degli anni ha stretto collaborazioni con artisti coreani ed internazionali come Suran, Lee So-ra, IU, Halsey e Max; ha inoltre prodotto e scritto una varietà di tracce per tutti gli album dei BTS, oltre che per altri artisti, e nell'aprile 2018 è entrato come membro a pieno titolo nella Korea Music Copyright Association.

## Album in studio
| Anno                                                                                          | Titolo                             | Posizione massima settimanale | Posizione massima settimanale | Posizione massima settimanale | Posizione massima settimanale | Posizione massima settimanale | Posizione massima settimanale | Posizione massima settimanale | Posizione massima settimanale | Posizione massima settimanale | Posizione massima settimanale | Vendite                                                                              | Certificazioni              |
| Anno                                                                                          | Titolo                             | KOR                           | AUS                           | CAN                           | FRA                           | GER                           | ITA                           | JPN                           | NZ                            | UK                            | US                            | Vendite                                                                              | Certificazioni              |
| --------------------------------------------------------------------------------------------- | ---------------------------------- | ----------------------------- | ----------------------------- | ----------------------------- | ----------------------------- | ----------------------------- | ----------------------------- | ----------------------------- | ----------------------------- | ----------------------------- | ----------------------------- | ------------------------------------------------------------------------------------ | --------------------------- |
| 2023                                                                                          | D-Day - Pubblicato: 21 aprile 2023 | 1                             | 4                             | 9                             | 1                             | 3                             | 7                             | 2                             | 7                             | 41                            | 2                             | - KOR: 1.144.170 (CD) + 191.896 (Weverse) + 44.297 (LP) - JPN: 126.978 - US: 122.000 | - KMCA: Million - RIAJ: Oro |
| "—" indica che l'opera non si è classificata o che non è stata pubblicata in quel territorio. |                                    |                               |                               |                               |                               |                               |                               |                               |                               |                               |                               |                                                                                      |                             |

## Mixtape
| Anno                                                                                          | Titolo                               | Posizione massima settimanale | Posizione massima settimanale | Posizione massima settimanale | Posizione massima settimanale | Posizione massima settimanale | Posizione massima settimanale | Posizione massima settimanale | Posizione massima settimanale | Posizione massima settimanale | Posizione massima settimanale | Vendite                   |
| Anno                                                                                          | Titolo                               | AUS                           | CAN                           | FIN                           | FRA                           | IRE                           | ITA                           | NOR                           | NZ                            | UK                            | US                            | Vendite                   |
| --------------------------------------------------------------------------------------------- | ------------------------------------ | ----------------------------- | ----------------------------- | ----------------------------- | ----------------------------- | ----------------------------- | ----------------------------- | ----------------------------- | ----------------------------- | ----------------------------- | ----------------------------- | ------------------------- |
| 2016                                                                                          | Agust D - Pubblicato: 15 agosto 2016 | —                             | —                             | —                             | —                             | —                             | —                             | —                             | —                             | —                             | —                             | - JPN: 2.013              |
| 2020                                                                                          | D-2 - Pubblicato: 22 maggio 2020     | 2                             | 12                            | 4                             | 32                            | 10                            | 24                            | 7                             | 10                            | 7                             | 11                            | - JPN: 5.238 - US: 14.000 |
| "—" indica che l'opera non si è classificata o che non è stata pubblicata in quel territorio. |                                      |                               |                               |                               |                               |                               |                               |                               |                               |                               |                               |                           |

## Singoli
| Anno                                                                                          | Titolo                                        | Posizione massima settimanale | Posizione massima settimanale | Posizione massima settimanale | Vendite                   |
| Anno                                                                                          | Titolo                                        | KOR                           | HUN                           | US                            | Vendite                   |
| --------------------------------------------------------------------------------------------- | --------------------------------------------- | ----------------------------- | ----------------------------- | ----------------------------- | ------------------------- |
| 2023                                                                                          | People Pt.2 (feat. IU)                        | 14                            | 6                             | 105                           | - JPN: 5.427 - US: 18.000 |
| 2023                                                                                          | Haegeum                                       | 83                            | 4                             | 58                            | - JPN: 9.482              |
| Come artista ospite                                                                           |                                               |                               |                               |                               |                           |
| 2019                                                                                          | Song Request (Lee So-ra feat. Suga)           | 3                             | 37                            | —                             | - US: 3.000               |
| 2020                                                                                          | Eight (IU prodotto da e feat. Suga)           | 1                             | 12                            | —                             | - US: 7.000               |
| 2020                                                                                          | Blueberry Eyes (Max feat. Suga)               | —                             | —                             | —                             |                           |
| 2023                                                                                          | Lilith (Diablo IV Anthem) (Halsey feat. Suga) | 140                           | —                             | —                             |                           |
| "—" indica che l'opera non si è classificata o che non è stata pubblicata in quel territorio. |                                               |                               |                               |                               |                           |

## Brani musicali
| Titolo                                                                                        | Anno | Posizione massima settimanale | Posizione massima settimanale | Posizione massima settimanale | Posizione massima settimanale | Vendite         | Album                                    |
| Titolo                                                                                        | Anno | KOR                           | HUN                           | UK                            | US                            | Vendite         | Album                                    |
| --------------------------------------------------------------------------------------------- | ---- | ----------------------------- | ----------------------------- | ----------------------------- | ----------------------------- | --------------- | ---------------------------------------- |
| Intro: The Most Beautiful Moment in Life                                                      | 2015 | 110                           | —                             | —                             | —                             | - KOR: 22.056   | The Most Beautiful Moment in Life, Pt. 1 |
| First Love                                                                                    | 2016 | 32                            | —                             | —                             | —                             | - KOR: 103.240  | Wings                                    |
| Trivia: Seesaw                                                                                | 2018 | 39                            | 9                             | —                             | —                             | - US: 11.000    | Love Yourself: Answer                    |
| Interlude: Shadow                                                                             | 2020 | 48                            | 19                            | —                             | —                             |                 | Map of the Soul: 7                       |
| Moonlight                                                                                     | 2020 | —                             | 19                            | —                             | —                             |                 | D-2                                      |
| Daechwita                                                                                     | 2020 | —                             | 2                             | 68                            | 76                            | - US: 17.000    | D-2                                      |
| What Do You Think?                                                                            | 2020 | —                             | 13                            | —                             | —                             |                 | D-2                                      |
| Strange (feat. RM)                                                                            | 2020 | —                             | 26                            | —                             | —                             | - US: 7.600     | D-2                                      |
| Burn It (feat. Max)                                                                           | 2020 | —                             | 11                            | —                             | —                             |                 | D-2                                      |
| People                                                                                        | 2020 | —                             | 24                            | —                             | —                             |                 | D-2                                      |
| Honsool                                                                                       | 2020 | —                             | 22                            | —                             | —                             |                 | D-2                                      |
| Interlude: Set Me Free                                                                        | 2020 | —                             | 23                            | —                             | —                             |                 | D-2                                      |
| Dear My Friend (feat. Kim Jong-wan)                                                           | 2020 | —                             | 25                            | —                             | —                             |                 | D-2                                      |
| Girl of My Dreams (Juice Wrld con Suga)                                                       | 2021 | —                             | 10                            | —                             | 29                            |                 | Fighting Demons                          |
| Come artista ospite                                                                           |      |                               |                               |                               |                               |                 |                                          |
| Suga's Interlude (Halsey feat. Suga)                                                          | 2019 | 194                           | 9                             | —                             | —                             | - US: 9.100     | Manic e Collabs                          |
| That That (Psy feat. Suga)                                                                    | 2022 | 1                             | 6                             | 61                            | 80                            | - Mondo: 29.600 | Psy 9th                                  |
| "—" indica che l'opera non si è classificata o che non è stata pubblicata in quel territorio. |      |                               |                               |                               |                               |                 |                                          |

### Altri brani
Registrazioni caricate gratuitamente su SoundCloud:
- 2013 – Dream Money[41]
- 2013 – Adult Child (con RM e Jin)[42]
- 2013 – It Doesn't Matter[43]
- 2018 – Ddaeng (con RM e J-Hope)[44]

## Crediti come autore
Crediti tratti dal database della Korea Music Copyright Association, se non diversamente specificato.

### Per i BTS
- 2013 – We Are Bulletproof Pt. 2 (in 2 Cool 4 Skool)
- 2013 – No More Dream (in 2 Cool 4 Skool)
- 2013 – Like (in 2 Cool 4 Skool)
- 2013 – N.O. (in O!RUL8,2?)
- 2013 – We On (in O!RUL8,2?)
- 2013 – If I Ruled the World (in O!RUL8,2?)
- 2013 – Coffee (in O!RUL8,2?)
- 2013 – BTS Cypher Pt. 1 (in O!RUL8,2?)
- 2013 – Attack on Bangtan (in O!RUL8,2?)
- 2013 – Satoori Rap (in O!RUL8,2?)
- 2014 – Intro: Skool Luv Affair (in Skool Luv Affair)
- 2014 – Boy in Luv (in Skool Luv Affair)
- 2014 – Where Did You Come From? (in Skool Luv Affair)
- 2014 – Just One Day (in Skool Luv Affair)
- 2014 – Tomorrow (in Skool Luv Affair)
- 2014 – BTS Cypher Pt. 2: Triptych (in Skool Luv Affair)
- 2014 – Jump (in Skool Luv Affair)
- 2014 – Miss Right (in Skool Luv Affair)
- 2014 – Like (Slow Jam Remix) (in Skool Luv Affair)
- 2014 – Spine Breaker (in Skool Luv Affair)
- 2014 – What Am I Yo You? (in Dark & Wild)
- 2014 – Danger (in Dark & Wild)
- 2014 – War of Hormone (in Dark & Wild)
- 2014 – Hip Hop Lover (in Dark & Wild)
- 2014 – Let Me Know (in Dark & Wild)
- 2014 – Rain (in Dark & Wild)
- 2014 – BTS Cypher Pt.3: Killer ft. Supreme Boi (in Dark & Wild)
- 2014 – What Are You Doing? (in Dark & Wild)
- 2014 – Would You Turn Off Your Cellphone? (in Dark & Wild)
- 2014 – Blanket Kick (in Dark & Wild)
- 2014 – 24/7=Heaven (in Dark & Wild)
- 2014 – Look Here (in Dark & Wild)
- 2014 – 2nd Grade (in Dark & Wild)
- 2014 – The Stars (in Wake Up)
- 2014 – Iine! Pt. 2 (in Wake Up)
- 2014 – Wake Up (in Wake Up)
- 2015 – Intro: The Most Beautiful Moment in Life (in The Most Beautiful Moment in Life, Pt. 1)
- 2015 – I Need U (in The Most Beautiful Moment in Life, Pt. 1)
- 2015 – Hold Me Tight (in The Most Beautiful Moment in Life, Pt. 1)
- 2015 – Dope (in The Most Beautiful Moment in Life, Pt. 1)
- 2015 – Boyz with Fun (in The Most Beautiful Moment in Life, Pt. 1)
- 2015 – Converse High (in The Most Beautiful Moment in Life, Pt. 1)
- 2015 – Moving On (in The Most Beautiful Moment in Life, Pt. 1)
- 2015 – Intro: Never Mind (in The Most Beautiful Moment in Life, Pt. 2)
- 2015 – Run (in The Most Beautiful Moment in Life, Pt. 2)
- 2015 – Butterfly (in The Most Beautiful Moment in Life, Pt. 2)
- 2015 – Whalien 52 (in The Most Beautiful Moment in Life, Pt. 2)
- 2015 – My City (in The Most Beautiful Moment in Life, Pt. 2)
- 2015 – Dead Leaves (in The Most Beautiful Moment in Life, Pt. 2)
- 2016 – Butterfly (Prologue Remix) (in The Most Beautiful Moment in Life: Young Forever)
- 2016 – Run (Ballad Mix) (in The Most Beautiful Moment in Life: Young Forever)
- 2016 – Run (Alternative Mix) (in The Most Beautiful Moment in Life: Young Forever)
- 2016 – Epilogue: Young Forever (in The Most Beautiful Moment in Life: Young Forever)
- 2016 – Fire (in The Most Beautiful Moment in Life: Young Forever)
- 2016 – Save Me (in The Most Beautiful Moment in Life: Young Forever)
- 2016 – Introduction: Youth (in Youth)
- 2016 – Good Day (in Youth)
- 2016 – Wishing on A Star (in Youth)
- 2016 – For You (in Youth)
- 2016 – Blood Sweat & Tears (in Wings)
- 2016 – First Love (in Wings)
- 2016 – BTS Cypher Pt. 4 (in Wings)
- 2016 – Two! Three! (in Wings)
- 2016 – Interlude: Wings (in Wings)
- 2017 – Spring Day (in You Never Walk Alone)
- 2017 – Outro: Wings (in You Never Walk Alone)
- 2017 – A Supplementary Story: You Never Walk Alone (in You Never Walk Alone)
- 2017 – DNA (in Love Yourself: Her)
- 2017 – Best of Me (in Love Yourself: Her)
- 2017 – Pied Piper (in Love Yourself: Her)
- 2017 – Outro: Her (in Love Yourself: Her)
- 2017 – Sea (in Love Yourself: Her)
- 2018 – Intro: Ringwanderung (in Face Yourself)
- 2018 – Best of Me (Japanese ver.) (in Face Yourself)
- 2018 – Blood Sweat & Tears (Japanese ver.) (in Face Yourself)
- 2018 – Spring Day (Japanese ver.) (in Face Yourself)
- 2018 – 134340 (in Love Yourself: Tear)
- 2018 – Paradise (in Love Yourself: Tear)
- 2018 – Love Maze (in Love Yourself: Tear)
- 2018 – Magic Shop (in Love Yourself: Tear)
- 2018 – Airplane pt. 2 (in Love Yourself: Tear)
- 2018 – Anpanman (in Love Yourself: Tear)
- 2018 – So What (in Love Yourself: Tear)
- 2018 – Outro: Tear (in Love Yourself: Tear)
- 2018 – Trivia: Seesaw (in Love Yourself: Answer)
- 2018 – I'm Fine (in Love Yourself: Answer)
- 2018 – Answer: Love Myself (in Love Yourself: Answer)
- 2019 – Boy with Luv (in Map of the Soul: Persona)
- 2019 – Mikrokosmos (in Map of the Soul: Persona)
- 2019 – Make It Right (in Map of the Soul: Persona)
- 2019 – Home (in Map of the Soul: Persona)
- 2019 – Dionysus (in Map of the Soul: Persona)
- 2020 – Interlude: Shadow (in Map of the Soul: 7)
- 2020 – On (in Map of the Soul: 7)
- 2020 – Ugh! (in Map of the Soul: 7)
- 2020 – Respect (in Map of the Soul: 7)
- 2020 – We are Bulletproof: the Eternal (in Map of the Soul: 7)
- 2020 – In the Soop (per la colonna sonora di BTS In the Soop)
- 2020 – Life Goes On (in Be)
- 2020 – Fly To My Room (in Be)
- 2020 – Blue & Grey (in Be)
- 2020 – Skit (in Be)
- 2020 – Telepathy (in Be)
- 2020 – Dis-ease (in Be)
- 2021 – My Universe (con i Coldplay, in Music of the Spheres)
- 2022 – Born Singer (in Proof)
- 2022 – Yet to Come (The Most Beautiful Moment) (in Proof)
- 2022 – Run BTS (in Proof)
- 2022 – For Youth (in Proof)
- 2023 – Take Two

### Per se stesso
- 2016 – Intro: Dt sugA ft. DJ Friz (in Agust D)
- 2016 – Agust D (in Agust D)
- 2016 – Give It To Me (in Agust D)
- 2016 – Skit (in Agust D)
- 2016 – 724148 (in Agust D)
- 2016 – 140503 at dawn (in Agust D)
- 2016 – The Last (in Agust D)
- 2016 – Tony Montana (in Agust D)
- 2016 – Interlude; Dream, Reality (in Agust D)
- 2016 – So Far Away ft. Suran (in Agust D)
- 2018 – Ddaeng (con RM e J-Hope)
- 2020 – Moonlight (in D-2)
- 2020 – Daechwita (in D-2)
- 2020 – What Do You Think (in D-2)
- 2020 – Strange ft. RM (in D-2)
- 2020 – 28 ft. Niihwa (in D-2)
- 2020 – Burn It ft. Max (in D-2)
- 2020 – People (in D-2)
- 2020 – Honsool (in D-2)
- 2020 – Interlude: Set Me Free (in D-2)
- 2020 – Dear My Friend ft. Kim Jong-wan (in D-2)
- 2020 – Savage Love (Laxed - Siren Beat) (BTS Remix)
- 2021 – Girl of My Dreams (con Juice Wrld, in Fighting Demons)

### Per altri artisti
- 2017 – Wine di Suran (musica, in Walkin')
- 2019 – Song Request di Lee So-ra feat. Suga (testo)
- 2019 – We Don't Talk Together di Heize (musica)
- 2019 – Suga's Interlude di Halsey feat. Suga
- 2020 – Eight di IU feat. Suga
- 2022 – Stay Alive di Jung Kook
- 2022 – That That di Psy (testo e musica)
- 2023 – Lilith (Diablo IV Anthem) di Halsey feat. Suga

## Crediti come produttore

### Per i BTS
- 2014 – Jump (in Skool Luv Affair)
- 2014 – Tomorrow (in Skool Luv Affair)
- 2014 – Jump (Japanese Version) (in Wake Up)
- 2014 – Let Me Know (in Dark & Wild)
- 2015 – Intro: The Most Beautiful Moment in Life (in The Most Beautiful Moment in Life, Pt. 1)
- 2015 – Boyz with Fun (in The Most Beautiful Moment in Life, Pt. 1)
- 2015 – Dead Leaves (in The Most Beautiful Moment in Life, Pt. 2)
- 2016 – Boyz with Fun (Japanese Version) (in Youth)
- 2016 – First Love (in Wings)
- 2017 – Outro: Her (in Love Yourself: Her)
- 2018 – Trivia: Seesaw (in Love Yourself: Answer)
- 2020 – Interlude: Shadow (in Map of the Soul: 7)
- 2020 – Respect (in Map of the Soul: 7)
- 2021 – My Universe (Suga's Remix) (con i Coldplay, in Music of the Spheres)
- 2023 – Take Two

### Per se stesso
- 2016 – tutte le tracce di Agust D
- 2018 – Ddaeng (con RM e J-Hope)
- 2020 – tutte le tracce di D-2
- 2023 – tutte le tracce di D-Day

### Per altri artisti
- 2017 – Wine di Suran (in Walkin')
- 2019 – Eternal Sunshine degli Epik High (in Sleepless In)
- 2019 – We Don't Talk Together di Heize
- 2019 – Suga's Interlude di Halsey feat. Suga
- 2020 – Eight di IU feat. Suga
- 2021 – Over the Horizon (per Samsung)
- 2021 – You di ØMI (in Answer... Shine)
- 2022 – Stay Alive di Jung Kook
- 2022 – Our Island (per la colonna sonora del videogioco BTS In the Seom)
- 2022 – That That di Psy (in Psy 9th)

## Video musicali
- 2016 – Agust D
- 2016 – Give It to Me
- 2020 – Daechwita
- 2023 – People Pt.2 (feat.IU)
- 2023 – Haegeum
- 2023 – Amygdala